# Hiroe Yuki
Hiroe Yuki (jap. 湯木 博恵, Yuki Hiroe; * 15. November 1948 in Aki, Präfektur Hiroshima; † 7. September 2011 in Ōta, Präfektur Tokio, verheiratete Hiroe Niinuma, jap. 新沼 博恵, Niinuma Hiroe) war eine Badmintonspielerin aus Japan. Ihr Ehemann war der Enka-Sänger Kenji Niinuma.

## Karriere
Hiroe Yuki gewann ihren ersten japanischen Meistertitel 1969 im Dameneinzel. Von 1972 bis 1976 gewann sie fünf weitere Einzeltitel in Serie.
1970 erkämpfte sie sich bei den Asienspielen die Goldmedaille im Dameneinzel, 1974 Silber. Von 1969 bis 1978 stand sie mit dem japanischen Uber-Cup-Team vier Mal im Finale dieses Wettbewerbs. Die ersten beiden Endspiele und das letzte gewann Japan, während es 1975 nur zu Platz zwei bei dieser Weltmeisterschaft für Damenmannschaften reichte. 1969, 1974, 1975 und 1977 gewann sie die All England. Bei den Olympischen Sommerspielen 1972 holte sie Bronze im Badmintonturnier, welches jedoch nur als Demonstrationssportart durchgeführt wurde. Bei der Badminton-Weltmeisterschaft 1977 gewann sie die Bronzemedaille.
1986 heiratete sie Kenji Niinuma. Aus der Ehe gingen zwei Kinder hervor.